# 小行星1571
小行星1571（1571 Cesco）是一颗绕太阳运转的小行星，为主小行星带小行星。该小行星于1950年3月20日发现。
該小行星以阿根廷天文學家羅納多·P·塞斯科（Ronaldo P. Cesco）和卡洛斯·塞斯科命名。

## 轨道参数
小行星1571的轨道半长轴为3.1518925 UA，离心率为0.109。